# Frontoserolis waegelei
Frontoserolis waegelei is een pissebed uit de familie Serolidae. De wetenschappelijke naam van de soort is voor het eerst geldig gepubliceerd in 1988 door Brandt.